# Harry W. Crosby
Harry W. Crosby (Seattle, Washington, 1926-San Diego, 12 de septiembre de 2024)fue un historiador, escritor y fotógrafo estadounidense, destacado por su relación con México y las pinturas rupestres de la península de Baja California, logrando convertirse en un héroe local, por su aportación.

## Primeros años
Nacido en el noroeste de Estados Unidos y cercano a Canadá, sus padres se mudaron a La Jolla California en 1935, cercano a San Diego y México. Se graduó en La Jolla High School en 1944. Estudió matemáticas y ciencias en Occidental College de Los Ángeles, completando una doble especialización en pre-medicina y psicología. 

## Baja California
Trabajó como profesor de ciencias de nivel secundario, principalmente química, hasta 1963. 
En 1967, fue contratado como fotógrafo para ilustrar el libro “The Call to California “para la Comisión de las Californias, en conmemoración del bicentenario de California para que siguiera la ruta de los primeros exploradores, Gaspar de Portolá en 1769 y tomar fotografías de la travesía por la península de Baja California hasta llegar a la Alta California e ilustrar el texto derivado de los diarios de los excursionistas, Crosby recorrió 600 millas a lomos de mula por senderos remotos.
El viaje marcó la vida de Harry Crosby, y desde entonces, continuó realizando investigaciones y escribiendo extensamente sobre la historia y las pinturas rupestres de la Baja California y la historia temprana de Alta California.   
En 1972, Harry, realizó investigación de campo, y se hizo acompañar por Enrique Hambleton Von Borstel quienes registraron  escritos, fotografías y la defensa y promoción de las pinturas rupestres que Harry etiquetó al arte rupestre de la zona como “Arte Rupestre Gran Mural de Baja California,” con lo que Harry ha logrado impactar en la cultura rupestre de Baja California Sur, México y el mundo, al etiquetar con ese nombre, quien junto con Erle Stanley Gardner, fueron factores detonante para que la región, en 1993, fuera nombrada “Patrimonio de la Humanidad” por la UNESCO, y encontrar que ahí están las 3ra pintura rupestre más antiguas del mundo, principalmente las Pinturas rupestres de la Sierra de San Francisco.
Crosby creía por mucho tiempo que los murales tenían entre 500 y 1.500 años de antigüedad. Estudios posteriores por un equipo de geo científicos y arqueólogos de Australia, México y Argentina concluyeron que los Grandes Murales en el centro de Baja se remontan a 11,000 años.

## Obra
La obra de Crosby, se relacionó principalmente con la península de Baja California, así 7 de los 8 libros están así relacionados como vemos en ellos. Aportó a la pintura rupestre de México, además de su documentación en libros y fotografías: 
- El nombre o denominación de Arte Rupestre Gran Mural.

- El interés mundial por la pinturas rupestres de la península de Baja California;

### Libros
- Tijuana 1964: A Photographic and Historic View.
- The Call to California. The epic journey of the Portola-Serra expedition. 1968.
- Las pinturas rupestres de Baja California: Descubriendo los grandes murales de un pueblo desconocido (The Cave painting of Baja California) 1975.
- Californio Portraits. Baja California's vanishing culture.
- Los últimos californios (The last of californios) 1981.
- Antigua California: Misión y Colonia en la Frontera Península, 1697-1768. 1996.
- Retrato de Paloma. Sunbelt. 2001.
- Gateway to Alta California: The Expedition to San Diego, 1769. 2003.

Se editó sobre Harry: Las rutas de Harry Crosby por Isaac Artenstein.